# NGC 397
NGC 397 là một thiên hà hình elip nằm trong chòm sao Song Ngư. Nó được phát hiện vào ngày 6 tháng 12 năm 1866 bởi Robert Ball. Nó được Dreyer mô tả là "ngôi sao cực kỳ mờ nhạt, nhỏ, tròn, rất mờ về phía tây".